# Emil Ábrányi
Emil Ábrányi (Pest, 31 dicembre 1851 – Szentendre, 20 maggio 1920) è stato un poeta, giornalista e critico letterario ungherese.

## Biografia

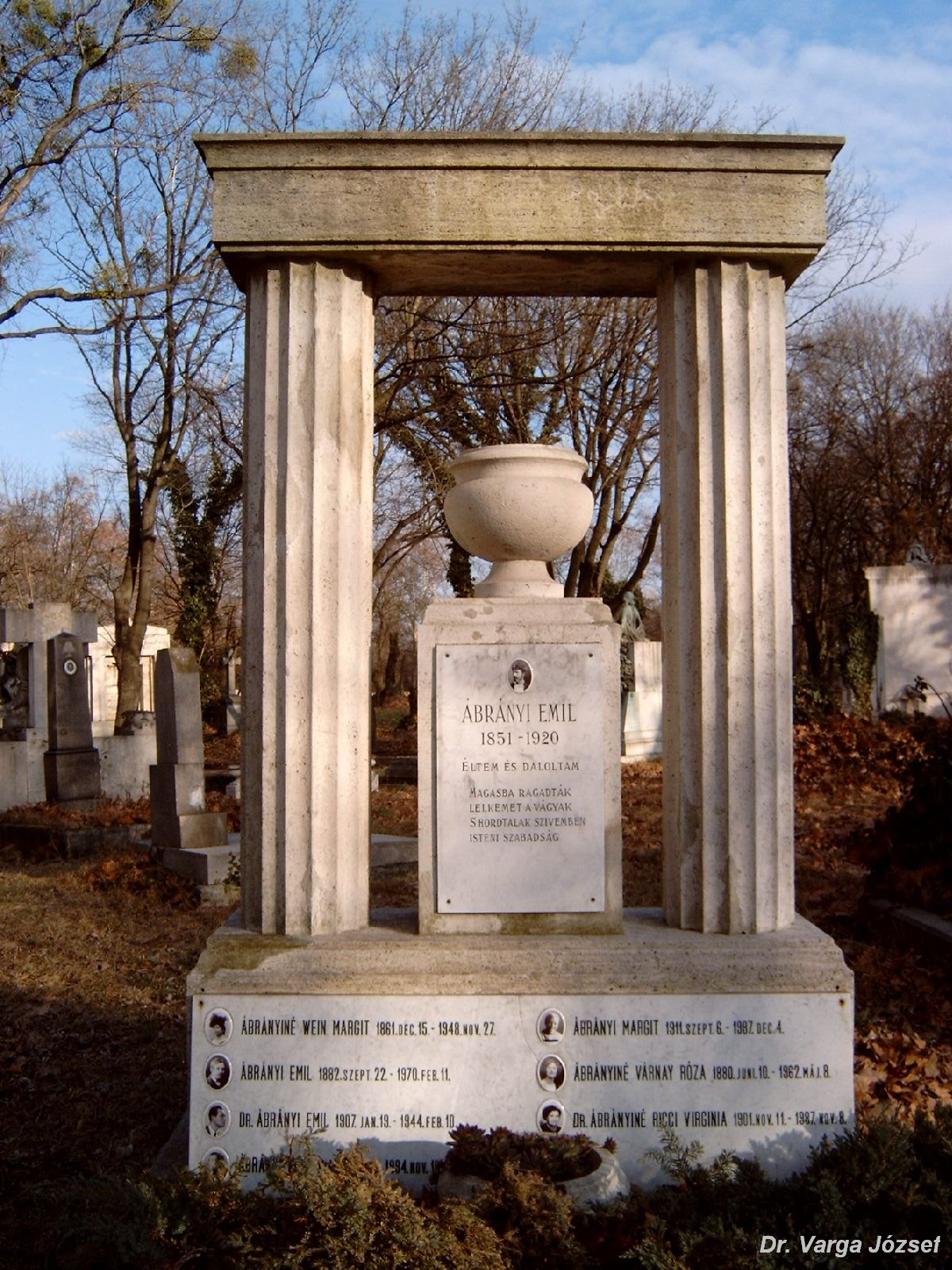
La tomba della famiglia Ábrányi, a Budapest nel cimitero di Kerepesi

Appartenne ad una famiglia di intellettuali.
Fu il figlio del compositore Kornél Ábrányi e nipote del giornalista e scrittore Emil Ábrányi. Sposò nel 1881 la cantante lirica Wein Margit, ed il loro figlio Emil divenne un compositore.
Alla fine dei suoi studi, si avvicinò all'attività letteraria.
Influenzato dallo stile e dalle idee di Victor Hugo e Pierre-Jean de Béranger, le sue opere liriche e narrative, che nel loro pathos rappresentano l'eredità spirituale di Sándor Petőfi, si ispirano al patriottismo, all'amore e a un romantico senso di giustizia sociale.  Per questo fu il cantore dei deboli, degli oppressi, dei miserabili.
Esercitò anche l'attività di critico, di critico d'arte e di giornalista per diversi giornali. Nel 1885 fu direttore della Koszorú (Corona), dal 1873 del Pesti Napló (Diario di Pest), dal 1896 del Budapesti Napló (Diario di Budapest), dal 1904 al 1907 collaborò con il popolare quotidiano politico A Nap (Il sole).
Tradusse opere dal francese, dal tedesco e dall'inglese, distinguendosi per la maestria formale dei suoi versi.
La sua prima strofa fu pubblicata nel 1866
Traducendo in ungherese I due granatieri di Heine, vi inserì una sua lirica intitolata Il terzo granatiere, con la quale criticò la guerra.
Inoltre scrisse libretti per opera e commedie.
Nel 1889 fu eletto rappresentante parlamentare del distretto di Keceli, con un programma basato sull'indipendenza. 
Divenne un personaggio pubblico attivo e dal 1913 fu presidente dell'associazione locale per lo sviluppo della città di Szentendre.

## Opere letterarie
- 1876 – Kőltemények
- 1888 – Szabadság, Haza
- 1899 – Márciusi Dalok
- 1904 – Költemények

## Traduzioni
- Don Juan – poema satirico di George Gordon Byron
- Cyrano de Bergerac – opera teatrale di Edmond Rostand